# Halowe Mistrzostwa Europy w Lekkoatletyce 1970 – pchnięcie kulą kobiet
Pchnięcie kulą kobiet – jedna z konkurencji technicznych rozgrywanych podczas halowych lekkoatletycznych mistrzostw Europy w hali Stadthalle w Wiedniu. Rozegrano od razu finał 15 marca 1970. Zwyciężyła reprezentantka Związku Radzieckiego Nadieżda Cziżowa, która ustanowiła nieoficjalny halowy rekord świata pchnięciem na odległość 18,60 m. Tytułu zdobytego na poprzednich igrzyskach nie obroniła Marita Lange z Niemieckiej Republiki Demokratycznej, która tym razem zdobyła brązowy medal.

## Rezultaty
Rozegrano od razu finał, w którym wzięło udział 9 miotaczek.

Opracowano na podstawie materiału źródłowego.
| Poz. | Zawodniczka        | Reprezentacja   | Próby | Próby | Próby | Próby | Próby | Próby | Wynik | Uwagi |
| Poz. | Zawodniczka        | Reprezentacja   | 1     | 2     | 3     | 4     | 5     | 6     | Wynik | Uwagi |
| ---- | ------------------ | --------------- | ----- | ----- | ----- | ----- | ----- | ----- | ----- | ----- |
| 01 ! | Nadieżda Cziżowa   | ZSRR            | 18,60 | 17,71 | 17,61 | 17,78 | x     | x     | 18,60 | WR    |
| 02 ! | Hannelore Friedel  | NRD             | 16,54 | 18,39 | 17,97 | 17,31 | 17,03 | 17,94 | 18,39 |       |
| 03 ! | Marita Lange       | NRD             | 17,03 | 17,44 | x     | 17,23 | 18,09 | 17,56 | 18,09 |       |
| 4.   | Irina Sołoncowa    | ZSRR            | 17,62 | 17,20 | 16,93 | 17,99 | 16,87 | 17,42 | 17,99 |       |
| 5.   | Iwanka Christowa   | Bułgaria        | 17,58 | x     | 17,51 | 17,54 | x     | 17,51 | 17,58 |       |
| 6.   | Antonina Iwanowa   | ZSRR            | 16,74 | 16,74 | 17,54 | 16,96 | 16,92 | 17,02 | 17,54 |       |
| 7.   | Marlene Fuchs      | RFN             | 16,42 | 16,28 | 16,42 | x     | 16,53 | 16,71 | 16,71 |       |
| 8.   | Mary Peters        | Wielka Brytania | 15,33 | 15,41 | x     | 15,70 | 15,44 | 14,86 | 15,70 |       |
| 9.   | Helena Fibingerová | Czechosłowacja  |       |       |       |       |       |       | 14,59 |       |